# Sideways - In viaggio con Jack
Sideways - In viaggio con Jack (Sideways) è un film del regista Alexander Payne, interpretato da Paul Giamatti e Thomas Haden Church e basato sull'omonimo romanzo del 2004 di Rex Pickett.

## Trama
Miles è un insegnante di inglese, divorziato da poco dalla moglie. Depresso, introverso e insicuro con le donne, ha una grande passione e conoscenza dei vini e aspira a scrivere un libro. Avvicinandosi il matrimonio del suo amico d'università l'attore Jack Lapote, i due decidono di prendersi una settimana di libertà in viaggio nella zona vinicola di Santa Ynez Valley, nella contea di Santa Barbara in California. Miles vuole bere del buon vino, mangiare cibo di qualità, giocare a golf e non pensare alla ex moglie, mentre Jack nel suo addio al celibato è alla ricerca di un'ultima avventura con le donne in stile libertino. Arrivati nella regione dei vigneti, Miles e Jack conoscono Stephanie, un'enologa che li presenta a Maya, una sua amica intima.
I due si tengono ben lontani dal dire alle due donne delle imminenti nozze di Jack il weekend successivo. Jack, dopo un rocambolesco incontro con una corpulenta cameriera, inizia subito una storia sessuale e romantica con Stephanie, ponendo inevitabilmente fine ai programmi previsti da Miles. Seppure riluttante, Miles accetta di soddisfare i capricci di Jack, convinto della natura temporanea della sua nuova relazione con Stephanie. L'atteggiamento indulgente di Miles sul flirt di Jack è anche influenzato dalla decisione, maturata con l'appoggio dell'amico, di prendere qualche iniziativa circa l'interesse che egli nutre per Maya. La relazione di Jack con Stephanie accelera, mentre Miles corteggia Maya con estrema calma. Inevitabilmente, Miles e Jack si irritano a vicenda, ma continuano secondo i propri ritmi. Finalmente, Miles consuma la sua relazione con Maya. Il giorno successivo si lascia però sfuggire un accenno che conduce a rivelare l'imminente matrimonio di Jack. Maya, infuriata, comunica la notizia a Stephanie che senza pietà colpisce Jack al volto con il suo casco da motociclista, obbligandolo a farsi curare in ospedale.
Miles spera che Jack adesso cambi atteggiamento, ma mentre sono a cena lui riesce invece a farsi invitare a casa di una cameriera che lo ha riconosciuto nella sua veste di attore. Miles, irritato, ritorna da solo in albergo, per essere svegliato nel mezzo della notte da Jack, nudo, che gli confessa di essere stato sorpreso in flagrante dal marito della donna di ritorno dal lavoro e di essere fuggito fino al motel correndo per sei chilometri senza vestiti. Sfortunatamente Jack ha lasciato il suo portafoglio, che conteneva le fedi nuziali: poiché hanno un disegno particolare, devono essere recuperate, e Jack supplica l'amico di aiutarlo. Il riluttante Miles è costretto a intrufolarsi nella casa, mentre la coppia sta copulando, e una volta recuperato il portafoglio viene inseguito in strada dal robusto marito, nudo e infuriato.
Al termine del weekend, Jack colpisce due volte un albero con la macchina di Miles, per corroborare la sua storia di essersi ferito al volto in un incidente d'auto. L'espediente funziona: Jack viene compatito dalla fidanzata, e le nozze sono fissate per il giorno successivo. L'ex moglie di Miles, Victoria, è ancora in buoni rapporti con Jack ed è presente al matrimonio. Miles, i cui sentimenti per lei sono ancora forti, viene a sapere che si è risposata. Alla cerimonia, Victoria dice a Miles di essere incinta. Miles, a cui viene anche presentato il marito, si congratula con lei, ma decide di rinunciare al ricevimento e ritorna invece al suo triste appartamento di San Diego, dove preleva la sua bottiglia di vino più pregiata, uno Château Cheval Blanc del 1961, che conservava gelosamente, e la beve in un bicchiere di plastica in un fast food.
Sembra che questa sia la fine per Miles, ma Maya risponde finalmente alla sua chiamata telefonica. Ha letto il suo manoscritto non pubblicato e una lettera di scuse che lui le ha inviato. Toccata dal suo lato sentimentale, Maya lascia un messaggio in segreteria, dicendo che non può credere che il libro venga rifiutato, lo apprezza molto anche se è confusa da alcune sue parti, specialmente il finale. Questo spiraglio consente la conclusione parziale del film, che termina con Miles che bussa alla porta di Maya.

## Sviluppi
Sideways è stato un successo a sorpresa, sia negli Stati Uniti che a livello internazionale. La Santa Ynez Valley, dove è ambientata la maggior parte del film, ha visto incrementare il flusso turistico. Con l'eccezione di Paul Giamatti, che aveva già recitato in film acclamati dalla critica statunitense come American Splendor, il film ha lanciato la carriera di attori relativamente sconosciuti. Sia Thomas Haden Church che Virginia Madsen hanno ricevuto la nomination all'Oscar. Giamatti ha ricevuto la nomination al Golden Globe e all'Oscar per Cinderella Man - Una ragione per lottare (2005). Sandra Oh, dopo aver rotto la relazione con il regista del film, Alexander Payne, ha recitato in Grey's Anatomy vincendo anche un Golden Globe.

## Distribuzione
Negli Stati Uniti è uscito nelle sale cinematografiche il 22 ottobre 2004. In Italia, invece, è uscito il 16 febbraio 2005.

## Riconoscimenti
- 2005 - Premio Oscar
  - Migliore sceneggiatura non originale a Alexander Payne e Jim Taylor
  - Candidatura Miglior film a Michael London
  - Candidatura Migliore regia a Alexander Payne
  - Candidatura Miglior attore non protagonista a Thomas Haden Church
  - Candidatura Miglior attrice non protagonista a Virginia Madsen
- 2005 - Golden Globe
  - Miglior film commedia o musicale
  - Migliore sceneggiatura a Alexander Payne e Jim Taylor
  - Candidatura Migliore regia a Alexander Payne
  - Candidatura Miglior attore in un film commedia o musicale a Paul Giamatti
  - Candidatura Miglior attore non protagonista a Thomas Haden Church
  - Candidatura Miglior attrice non protagonista a Virginia Madsen
  - Candidatura Miglior colonna sonora a Rolfe Kent
- 2004 - Festival international du film de Marrakech
  - Étoile d'or (Miglior Film)
- 2005 - Premio BAFTA
  - Migliore sceneggiatura non originale a Alexander Payne e Jim Taylor
- 2004 - Boston Society of Film Critics Award
  - Miglior film
  - Miglior cast
  - Miglior attore non protagonista a Thomas Haden Church
  - Migliore sceneggiatura a Alexander Payne e Jim Taylor
- 2005 - Broadcast Film Critics Association Award
  - Miglior film
  - Miglior cast corale
  - Miglior attore non protagonista a Thomas Haden Church
  - Miglior attrice non protagonista a Virginia Madsen
  - Miglior sceneggiatore a Alexander Payne e Jim Taylor
  - Candidatura Miglior attore protagonista a Paul Giamatti
  - Candidatura Migliore regia a Alexander Payne
  - Candidatura Miglior colonna sonora a Rolfe Kent
- 2004 - Los Angeles Film Critics Association Award
  - Miglior film
  - Migliore regia a Alexander Payne
  - Miglior attore non protagonista a Thomas Haden Church
  - Miglior attrice non protagonista a Virginia Madsen
  - Migliore sceneggiatura a Alexander Payne e Jim Taylor
  - Candidatura Miglior attore protagonista a Paul Giamatti

- 2004 - Chicago Film Critics Association Award
  - Miglior film
  - Miglior attore a Paul Giamatti
  - Miglior attore non protagonista a Thomas Haden Church
  - Miglior attrice non protagonista a Virginia Madsen
  - Migliore sceneggiatura a Alexander Payne e Jim Taylor
- 2004 - New York Film Critics Circle Award
  - Miglior film
  - Miglior attore protagonista a Paul Giamatti
  - Miglior attrice non protagonista a Virginia Madsen
  - Migliore sceneggiatura a Alexander Payne e Jim Taylor
- 2005 - Independent Spirit Award
  - Miglior film
  - Migliore regia a Alexander Payne
  - Miglior attore protagonista a Paul Giamatti
  - Migliore sceneggiatura a Alexander Payne e Jim Taylor
  - Miglior attore non protagonista a Thomas Haden Church
  - Miglior attrice non protagonista a Virginia Madsen
- 2004 - National Board of Review Award
  - Miglior attore non protagonista a Thomas Haden Church
  - Migliore sceneggiatura non originale a Alexander Payne e Jim Taylor
- 2005 - Kansas City Film Critics Circle Award
  - Miglior attore non protagonista a Thomas Haden Church
  - Migliore sceneggiatura non originale a Alexander Payne e Jim Taylor
- 2004 - Satellite Award
  - Miglior cast
  - Miglior film commedia o musicale
  - Miglior attore non protagonista a Thomas Haden Church
  - Candidatura Migliore regia a Alexander Payne
  - Candidatura Miglior attore in un film commedia o musicale a Paul Giamatti
  - Candidatura Miglior attrice non protagonista a Virginia Madsen
  - Candidatura Migliore sceneggiatura a Alexander Payne e Jim Taylor
- 2004 - Screen Actors Guild Award
  - Miglior cast
  - Candidatura Miglior attore protagonista a Paul Giamatti
  - Candidatura Miglior attore non protagonista a Thomas Haden Church
  - Candidatura Miglior attrice non protagonista a Virginia Madsen